# جرذ داكن الساق
جرذ داكن الساق (الاسم العلمي: Rattus fuscipes) (بالإنجليزية: Australian Bush Rat)‏ هو نوع من الحيوانات يتبع جنس الجرذ من الفصيلة الفأرية.